# 国鉄1045形蒸気機関車
1045形は、かつて日本国有鉄道の前身である鉄道省に在籍したタンク式蒸気機関車である。

## 概要
この機関車は1913年（大正2年）、アメリカのH・K・ポーター(H. K. Porter)が、長州鉄道向けに3両を製造した車軸配置0-6-0(C)の飽和式・2気筒単式のタンク機関車（製造番号5397 - 5399）である。この機関車は、運転整備重量18tあまりの小型機で、大きな木製の運転台とそれと離れて設置された側水槽、タコ坊主のようなドーム覆い形状が特徴的で、連結器もピン・リンク式であった。
ほぼ同形の機関車は、他に3両輸入されており、長岡鉄道（後の越後交通長岡線）の3、長門鉄道の101, 102（いずれも1915年（大正4年）製）が該当する。これらは連結器がはじめから螺旋式であり、エンドビームや台枠が本形式と異なり、炭庫にも差がある。
長州鉄道ではA1形（1 - 3）で、1925年（大正14年）6月1日付けで同鉄道が買収されたことにより、国有鉄道籍を得たものである。国有化に際して、当初は1030形とする予定であったが、2代目の1000形が埋めることが明らかであったため、1045形（1045 - 1047）に定められた。また、トップナンバーの1045は、1040形の最終番号と重複する2代目であるが、当時1040形は消滅しており、問題はなかった。
本形式は、買収の翌年の1926年（大正15年）4月に早くも売却の対象となり、1045と1046は尾花沢鉄道に売却されて同社の1, 2となった。この際に、連結器を自動連結器に交換している。1は1938年（昭和13年）に廃車となりブローカーの手を通じて日本鋼管鶴見製鉄所に渡り、同所の16となったが、1945年に爆撃により破損し、そのまま解体された。一方の2は、1943年（昭和18年）の山形交通成立後も尾花沢に残り、1951年（昭和26年）に廃車解体された。
1047については淡路交通鉄道線に譲渡されて同社の4となり、連結器は螺旋式となってバッファが取り付けられた。こちらは、1943年淡路交通成立後の1949年（昭和24年）1月21日に廃車となった。

## 主要諸元
- 全長 : 6,502mm
- 全高 : 3,505mm（原形では3,048mm。煙突の交換により高くなった）
- 全幅 : 2,284mm
- 軌間 : 1,067mm
- 車軸配置 : 0-6-0(C)
- 動輪直径 : 711mm
- 弁装置 : スチーブンソン式アメリカ型
- シリンダー（直径×行程） : 279mm×356mm
- ボイラー圧力 : 10.9kg/cm2（製造記録では11.6kg/cm2）
- 火格子面積 : 0.91m2
- 全伝熱面積 : 30.7m2
  - 煙管蒸発伝熱面積 : 26.6m2
  - 火室蒸発伝熱面積 : 4.2m2
  - 小煙管（直径×長サ×数）：51mm×2,292mm×72（長サは組立図による推定値）
- 機関車運転整備重量 : 18.29t
- 機関車動輪上重量（運転整備時） : 18.29t
- 機関車動輪軸重（第1・第2動輪上） : 6.1t
- 水タンク容量 : 2.73m3（製造記録では2.27m3）
- 燃料積載量 : 0.37t（製造記録では0.50t）
- 機関車性能
  - シリンダ引張力 （0.85P）: 3,610kg（製造記録によるボイラー圧力の場合は3,840kgとなる）
- ブレーキ装置：手ブレーキ、蒸気ブレーキ

## 長岡鉄道
長岡鉄道が開業用に用意した3（製造番号5680）は、本形式とほぼ同形機である。1939年（昭和14年）ごろ廃車となり、日本鋼管鶴見工場14となった。

## 長門鉄道
長門鉄道101, 102（製造番号5682, 5681）は、1915年に開業用として用意された長岡鉄道3の同形機で、本形式ともほぼ同形である。このうちの101は、1947年（昭和22年）に東洋レーヨン滋賀工場に譲渡されて103として1964年（昭和39年）まで使用された後、宝塚ファミリーランドに保存された。宝塚ファミリーランド閉園後は加悦SL広場で保存されていたが、2020年に加悦SL広場が閉園後、下関市の有志に無償譲渡され、翌2021年（令和3年）から同市の道の駅蛍街道西ノ市で展示されている。
長門鉄道101号→東洋レーヨン滋賀工場103号の画像

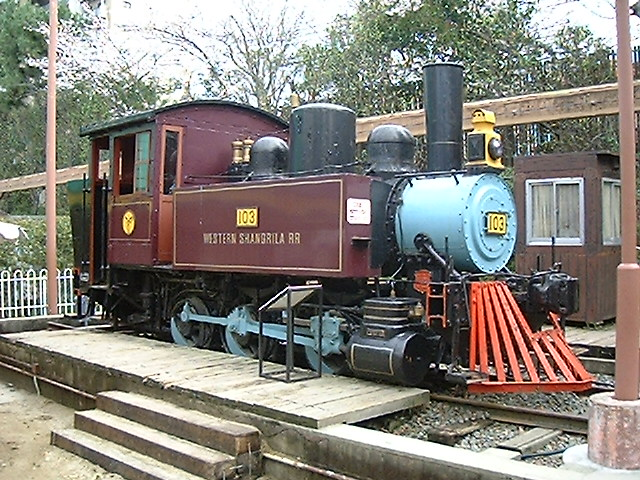
宝塚ファミリーランドに保存されていた頃（2003年4月5日撮影）。宝塚ファミリーランドでの保存開始にあたり、カラフルな塗装に変更され、カウキャッチャーが取り付けられたが、運転室の東レの社章はそのままである。
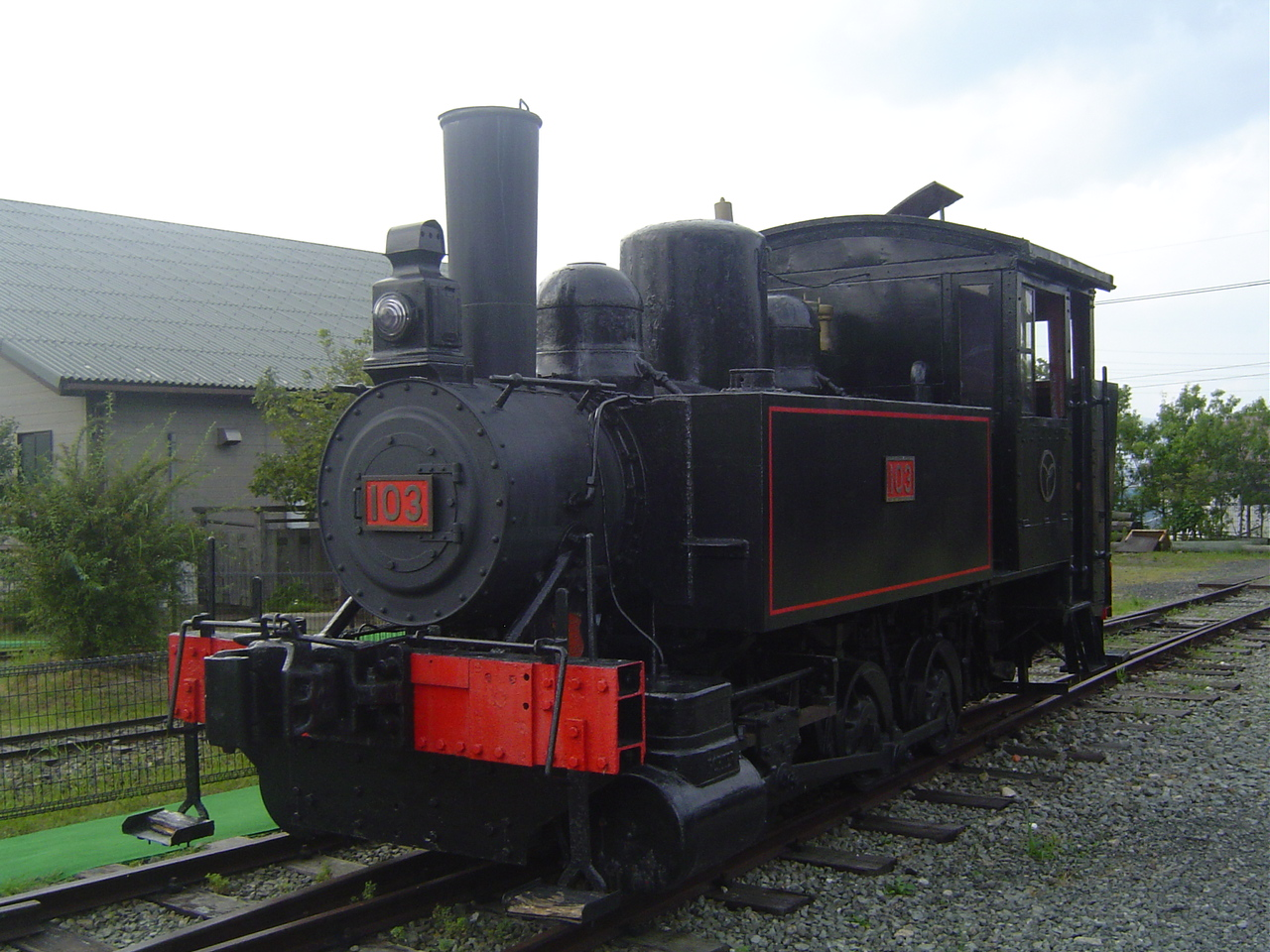
加悦SL広場に保存されていた頃（2005年8月14日撮影）。加悦SL広場に移設後の修復により黒基調の塗装に戻され、カウキャッチャーも撤去された。
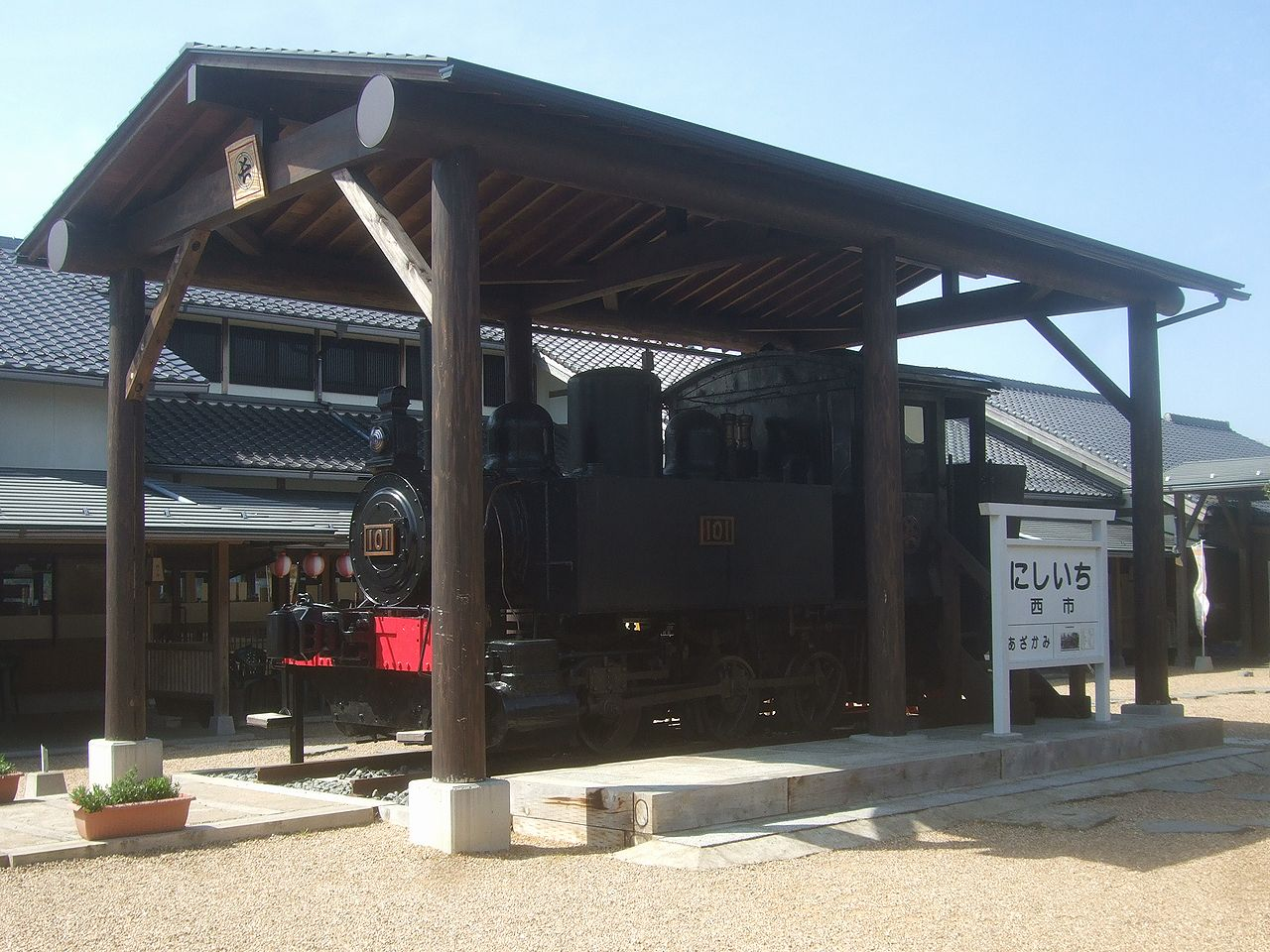
道の駅蛍街道西ノ市に移設された後（2024年3月22日撮影）。ナンバープレートは長門鉄道時代の101に変更され、運転室の東レの社章は長門鉄道の社章に変更された。この道の駅蛍街道西ノ市は豊田町の中心部に立地しており旧長門鉄道の終点・西市駅に近い。